# Ulrich Lebsanft
Ulrich Lebsanft (* 3. März 1916 in Stuttgart; † 9. Februar 2014) war ein deutscher Diplomat.

## Biografie
Nach der Schulausbildung am humanistischen Stuttgarter Karls-Gymnasium studierte er 1935 zunächst an dem Evangelisch-Lutherischen Wittenberg College in Springfield/Ohio, dann bis 1939 an den Universitäten Tübingen und Heidelberg Volkswirtschaft und Rechtswissenschaften. Seit 1936 war er Mitglied der Studentenverbindung AV Virtembergia Tübingen. Er geriet während seines Militärdienstes im Zweiten Weltkrieg in Sowjetische Kriegsgefangenschaft.
Nach seiner Entlassung aus der Kriegsgefangenschaft und seiner Rückkehr in die neu gegründete Bundesrepublik Deutschland begann er zunächst 1950 seinen juristischen Vorbereitungsdienst, trat jedoch 1951 als Anwärter in den Diplomatischen Dienst des kurz zuvor gegründeten Auswärtigen Amtes. Nach Beendigung des Vorbereitungsdienstes wurde er 1953 Gesandtschaftsrat und war zunächst an der Botschaft in Spanien und anschließend in Mexiko tätig. 1957 erfolgte seine Ernennung zum Konsul in Monterrey.
Nach seiner Rückkehr in die Bundesrepublik wurde er 1959 Mitarbeiter im Auswärtigen Amt in Bonn. 1970 erfolgte seine Ernennung zum Ministerialdirigenten sowie zum Leiter einer Unterabteilung der Abteilung 4, die für Außenwirtschaftspolitik, Entwicklungspolitik und europäische Wirtschaftsintegration zuständig ist.
Im Juni 1973 wurde er als Nachfolger von Hans-Georg Sachs Botschafter und Ständiger Vertreter bei den Europäischen Gemeinschaften in Brüssel. Dabei hatte er durch seine Teilnahme an Sitzungen des Ministerrates sowie weiteren Konferenzen Anteil an der Entwicklung und Erweiterung der Europäischen Wirtschaftsgemeinschaften (EG) Anteil gehabt. 1977 wurde er als Botschafter bei der EG durch Helmut Sigrist abgelöst.
Zwischen 1977 und 1981 war er darüber hinaus Botschafter in der Schweiz. In dieser Funktion unterzeichnete er am 9. Juni 1978 den Vertrag zwischen der Bundesrepublik Deutschland und der Schweizerischen Eidgenossenschaft über den Autobahnzusammenschluss im Raum Basel und Weil am Rhein.
Lebsanft war von 1951 bis 1974 mit Brigitte Krüger, Deutschlands erster Auslandskorrespondentin nach dem Zweiten Weltkrieg, verheiratet.
Der Romanist Franz Lebsanft ist eines seiner Kinder.

## Ehrungen
- 1973: Verdienstkreuz 1. Klasse der Bundesrepublik Deutschland
- 1980: Großes Verdienstkreuz der Bundesrepublik Deutschland